# Nawang Khechog
Nawang Khechog, ook wel Nawang Khechong (Tibet, ca. 1949/50), is een Tibetaans fluitist en componist.

## Jeugd en studie
Khechog werd geboren in Tibet. Na de invasie van Tibet (1950-'51) vluchtten zijn ouders en hij naar India. Daar studeerde hij meditatie en boeddhistische filosofie. Elf jaar van zijn leven bracht hij door als monnik, waarbij hij vier jaar als kluizenaar mediteerde op een berghelling van de Himalaya. Hij leerde muziek spelen en componeren zonder leraar. Zijn muziek drukt sentimenten uit zijn leven uit, onder meer uit de tijd dat hij als een nomade door de wereld trok.

## Loopbaan
In 1986 emigreerde hij naar Australië, waar hij zijn grootste successen behaalde.
Khechog is vooral bekend vanwege zijn samenwerking met de Japanse muzikant Kitaro, waaronder met het album Enchanted Evening dat een nominatie voor een Grammy Award ontving en het album Mandala. Hij deed liveoptredens met onder meer Paul Simon, Philip Glass, Laurie Anderson en Natalie Merchant. Hij trad verder op voor de Tibetan Freedom Concerten in New York (1997), Washington (1998) en Tokio (1999).
Hij was assistent-regisseur voor de film Seven Years in Tibet uit 1997.

## Filmmuziek
Naast muziek voor enkele newageproducties, componeerde hij muziek voor enkele speelfilms: